# Малая Молёбка
Малая Молёбка — река в России, протекает в Пермском крае. Устье реки находится в 32 км по правому берегу реки Молёбка. Длина реки составляет 14 км.

## Данные водного реестра
По данным государственного водного реестра России относится к Камскому бассейновому округу, водохозяйственный участок реки — Сылва от истока и до устья, речной подбассейн реки — Кама до Куйбышевского водохранилища (без бассейнов рек Белой и Вятки). Речной бассейн реки — Кама.
По данным геоинформационной системы водохозяйственного районирования территории РФ, подготовленной Федеральным агентством водных ресурсов:
- Код водного объекта в государственном водном реестре — 10010100812111100012593
- Код по гидрологической изученности (ГИ) — 111101259
- Код бассейна — 10.01.01.008
- Номер тома по ГИ — 11
- Выпуск по ГИ — 1